# Hungarian International 1981
Die Hungarian International 1981 im Badminton fanden vom 7. November bis zum 8. November 1981 in Budapest statt. Es war die sechste Auflage dieser internationalen Meisterschaften von Ungarn im Badminton.

## Finalergebnisse
| Disziplin    | Sieger                         | Finalist                          | Ergebnis          |
| ------------ | ------------------------------ | --------------------------------- | ----------------- |
| Herreneinzel | Dipak Tailor                   | Michal Malý                       | 15-13, 4-15, 15-8 |
| Dameneinzel  | Gillian Gowers                 | Petra Tobien                      | 11-5, 11-8        |
| Herrendoppel | Dipak Tailor Chris Dobson      | Michal Malý Karel Lakomý          | 15-7, 15-5        |
| Dameneinzel  | Catharine Troke Gillian Gowers | Angela Michalowski Monika Cassens | 15-5, 15-9        |
| Mixed        | Dipak Tailor Gillian Gowers    | Edgar Michalowski Monika Cassens  | 15-6, 15-13       |